# Bilbi petit
El bilbi petit (Macrotis leucura) és una espècie de marsupial extinta d'aspecte similar a un conill. Fou descobert el 1877 als deserts de l'Austràlia central, on s'alimentava de tèrmits, formigues i arrels. S'extingí a la dècada del 1950.